# ریکاردو مایلی
ریکاردو مایلی (انگلیسی: Riccardo Meili؛ زادهٔ ۶ مارس ۱۹۸۲) بازیکن فوتبال اهل سوئیس است.
از باشگاه‌هایی که در آن بازی کرده‌است می‌توان به باشگاه فوتبال فادوتس، باشگاه فوتبال بازل، و باشگاه فوتبال پانیونیوس اشاره کرد.